# Museo etnografico della Valvestino
Il Museo etnografico della Valvestino è situato a Cima Rest di Magasa nella provincia di Brescia e raccoglie  attrezzi agricoli, utensili, arredi legati alla vita contadina.

## Collocazione
Il Museo etnografico della civiltà contadina di proprietà del Comune di Magasa fu istituito nel 2000 ed è allestito nell'antico fienile del defunto Americo Stefani, un contadino allevatore di bestiame nativo di Magasa. 
È strutturato su due piani: primo piano stalla per il ricovero del bestiame bovino e cucina, secondo piano magazzino adibito a deposito del foraggio. 
Conserva al suo interno in un'ordinata, semplice ma esaustiva esposizione vetusti attrezzi di lavoro agricoli, adoperati fino a pochi decenni fa nei campi e nei prati di Magasa e Cadria. Così ingegnose slitte per il trasporto del fieno, falci fienaie, strumenti caseari e per la lavorazione del legno, testimoniano la vita dura e operosa di molte generazioni di agricoltori e boscaioli.